# Corazim
Corazim (em grego: Χοραζίν) ou Korazim (em hebraico: כורזים) foi uma antiga vila nos períodos romano e bizantino, mais conhecida pelos Evangelhos. Ela ficava no Planalto de Korazim, na Alta Galileia, em uma colina acima da costa norte do Mar da Galileia, a 4,0 km de Cafarnaum, no que hoje é o território de Israel.
A cidade bíblica de Corazim ficava a norte de Cafarnaum, perto do chamado Monte das Bem-Aventuranças. Cafarnaum, Corazim e Betsaida constituíam o chamado «triângulo evangélico». Nestas cidades ou nas suas proximidades, decorreu significativa parte da vida pública de Jesus.

## Relatos Bíblicos
Corazim, juntamente com Betsaida e Cafarnaum, foi nomeada nos Evangelhos de Mateus e Lucas como cidades nas quais Jesus realizou sua missão. No entanto, como essas cidades aparentemente rejeitaram sua mensagem ("elas não mudaram seus caminhos"), elas foram posteriormente amaldiçoadas (Mateus 11:20-24; Lucas 10:13-15).
Alguns estudiosos que afirmam que esta história era originalmente parte da fonte Q, utilizada por Mateus e Lucas. Além dos relatos nos Evangelhos, o Talmude Babilônico (Menahot 85a) menciona Corazim como uma cidade renomada por sua produção de grãos de alta qualidade. É provável que esses grãos fossem utilizados como oferta no Templo de Jerusalém.

## Arqueologia
O assentamento principal data dos séculos III e IV. A maioria das estruturas encontradas foi feita de basalto, uma rocha vulcânica preta encontrada localmente. As ruínas da cidade estão espalhadas por uma área de 25 acres (100.000 m²), subdivididas em cinco bairros separados, com uma sinagoga no centro. Perto está um banho ritual (mikvah), cercado por edifícios públicos e residenciais. O punhado de mós usadas na extração de azeite de oliva encontradas sugere uma dependência da azeitona para fins econômicos, como outras aldeias na antiga Galileia.

### Sinagoga

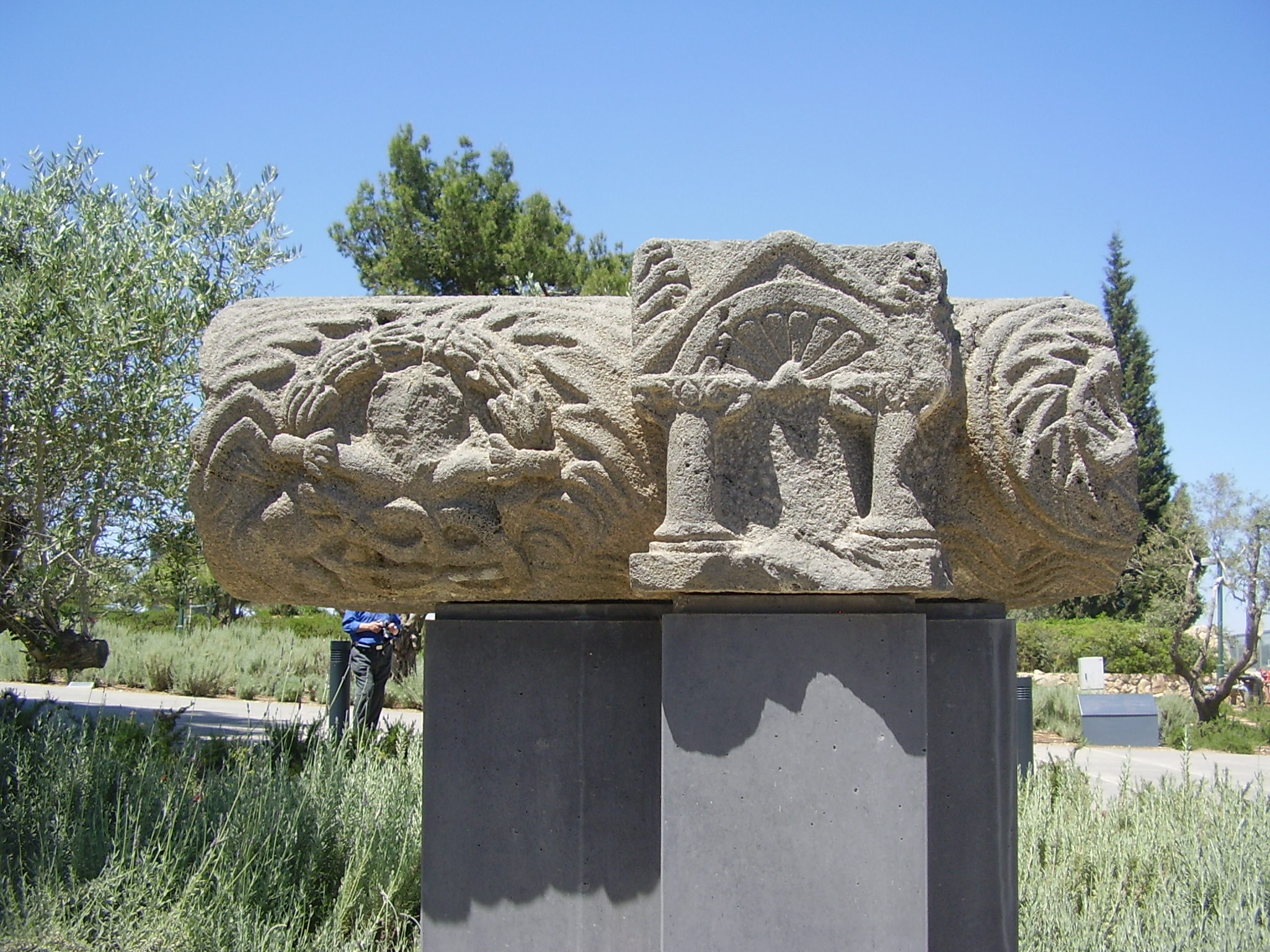
Pedra decorada da sinagoga

Uma sinagoga cujas ruínas ainda são visíveis hoje foi construída no final do século III, destruída no século IV e reconstruída no século VI. A grande sinagoga que foi construída com pedras de basalto e decorada com motivos judaicos é a mais impressionante das estruturas sobreviventes. Uma característica incomum em uma sinagoga antiga é a presença de uma escultura tridimensional, um par de leões de pedra. Um par semelhante de leões foi encontrado na sinagoga de Kfar Bar'am. Outras esculturas, que se acredita terem sido originalmente pintadas com cores vivas, apresentam imagens de produção de vinho, animais, uma Medusa, um soldado armado e uma águia.

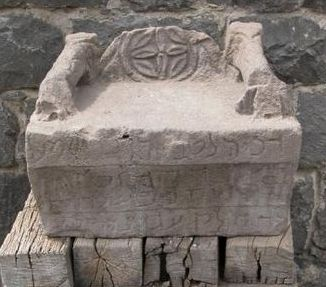
"Assento de Moisés" feito de basalto na sinagoga

Em 1926, arqueólogos descobriram um "Assento de Moisés", esculpido em um bloco de basalto. De acordo com o Novo Testamento, era aqui que o leitor da Torá se sentava para entregar sua mensagem à congregação (Mateus 23:1-3).

## Galeria

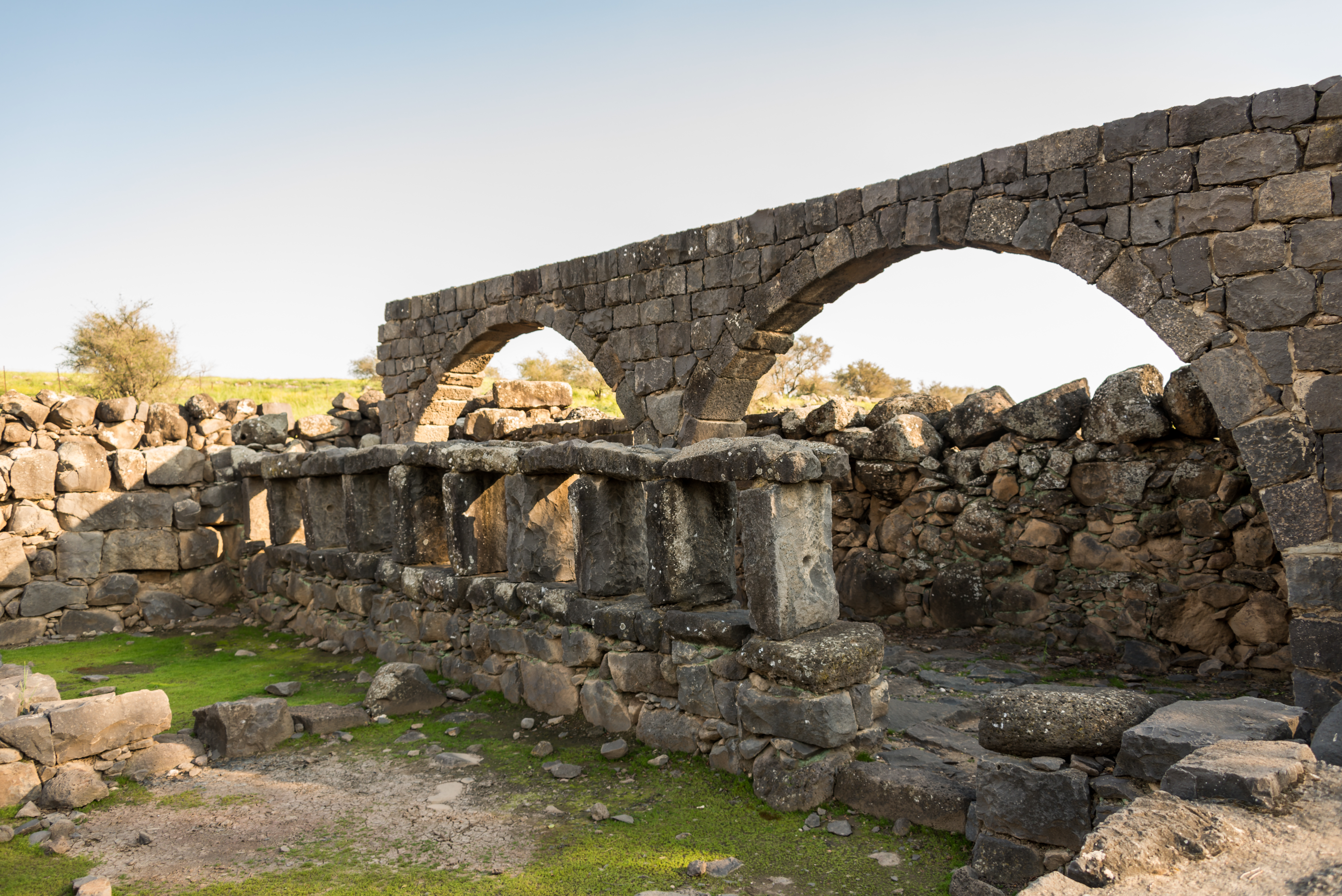
Ruínas de casa com "janelas de Corazim"

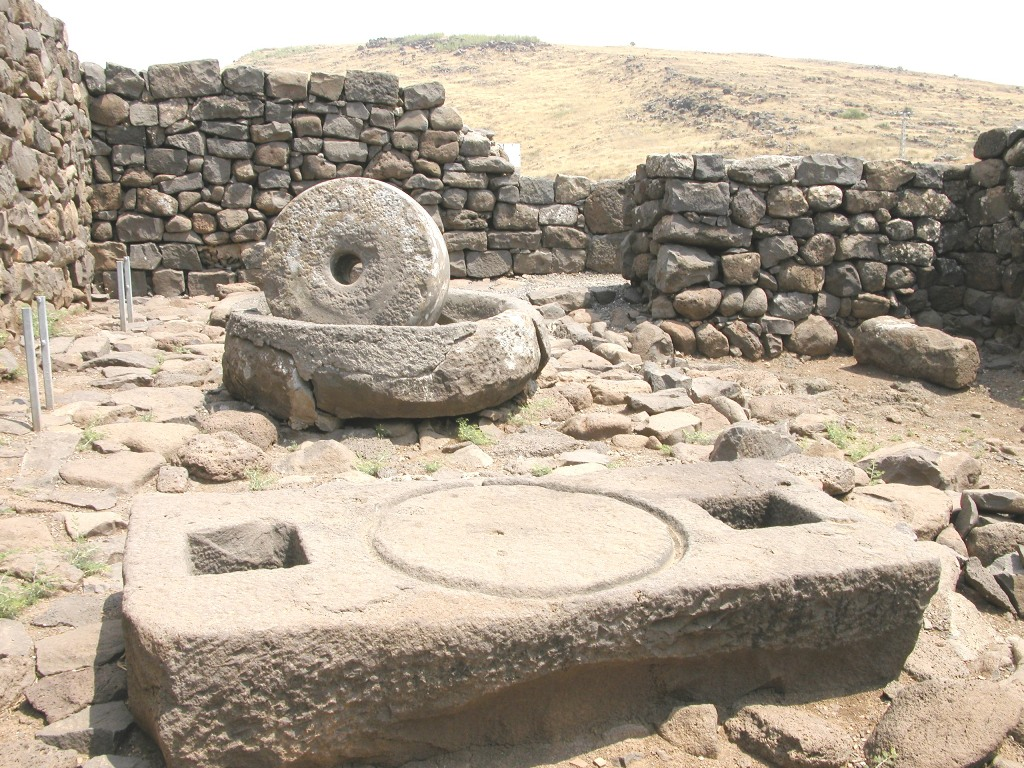
Prensa de azeite